# Франклин (округ, Северная Каролина)
Округ Франклин (англ. Franklin County) располагается в США, штате Северная Каролина. Официально образован в 1779 году. По состоянию на 2010 год, численность населения составляла 31 704 человек. Получил своё название в честь американского политического деятеля Бенджамина Франклина.

## География
По данным Бюро переписи США, общая площадь округа равняется 1282 км², из которых 1274 км² суша и 8 км² или 0,52 % это водоёмы.

## Население
По данным переписи населения 2000 года в округе проживает 47 260 жителей в составе 17 843 домашних хозяйств и 12 882 семей. Плотность населения составляет 37,000 человек на км2. На территории округа насчитывается 20 364 жилых строений, при плотности застройки 16 строений на км2. Расовый состав населения: белые — 66,00 %, афроамериканцы — 30,03 %, коренные американцы (индейцы) — 0,44 %, азиаты — 0,30 %, гавайцы — 0,04 %, представители других рас — 2,29 %, представители двух или более рас — 0,91 %. Испаноязычные составляли 4,44 % населения независимо от расы.
В составе 33,50 % из общего числа домашних хозяйств проживают дети в возрасте до 18 лет, 54,50 % домашних хозяйств представляют собой супружеские пары проживающие вместе, 13,10 % домашних хозяйств представляют собой одиноких женщин без супруга, 27,80 % домашних хозяйств не имеют отношения к семьям, 23,50 % домашних хозяйств состоят из одного человека, 8,40 % домашних хозяйств состоят из престарелых (65 лет и старше), проживающих в одиночестве. Средний размер домашнего хозяйства составляет 2,58 человека, и средний размер семьи 3,03 человека.
Возрастной состав округа: 25,30 % моложе 18 лет, 8,40 % от 18 до 24, 32,40 % от 25 до 44, 22,90 % от 45 до 64 и 22,90 % от 65 и старше. Средний возраст жителя округа 36 лет. На каждые 100 женщин приходится 97,40 мужчин. На каждые 100 женщин старше 18 лет приходится 95,40 мужчин.
Средний доход на домохозяйство в округе составлял 38 968 USD, на семью — 44 540 USD. Среднестатистический заработок мужчины был 31 543 USD против 24 568 USD для женщины. Доход на душу населения составлял 17 562 USD. Около 10,00 % семей и 12,60 % общего населения находились ниже черты бедности, в том числе — 16,10 % молодёжи (тех, кому ещё не исполнилось 18 лет) и 16,70 % тех, кому было уже больше 65 лет.